# رعدوبرق (فیلم ۱۳۵۰)
رعد و برق فیلمی به کارگردانی و نویسندگی فرشید فرزان محصول سال ۱۳۵۰ است.

## خلاصه فیلم
دختر و پسر جوانی یکدیگر را دوست دارند و قرار است با هم ازدواج کنند که پای پسر در جنایتی کشیده می‌شود ظواهر امر به نوعی است که او متهم به جنایت می‌شود. پسر جوان برای اینکه ثابت کند که در این واقعه دخالتی نداشته خود وارد ماجرا می‌شود و سرانجام موفق به شناسایی قاتل و گرفتاریش می‌گردد.

## بازیگران
- فرشید فرزان
- ناتاشا
- فرخنده
- عباس مهردادیان
- نرسی کرکیا
- اکبر هاشمی
- اسداله یکتا